# Een tuinfeestje
Een tuinfeestje is een hoorspel van Brendan Behan. A Garden Party werd in 1952 door Radio Eireann Dublin uitgezonden. Marjolein Blom vertaalde het en de KRO zond het uit in het programma Dinsdagavondtheater op dinsdag 6 maart 1973. De regisseur was Willem Tollenaar. Het hoorspel duurde 32 minuten.

## Rolbezetting
- Allard van der Scheer (Jim Hannigan)
- Emmy Lopes Dias (Chris, z’n vrouw)
- Martin Simonis (Noel)
- Louise Robben (Eileen)
- Nina Bergsma (Seamus)
- Sacco van der Made (Tetter-Gibbon)
- Jeanne Verstraete (mevrouw Carmody)
- Hetty Berger (mevrouw Hanratty)
- Hans Karsenbarg (een krantenjongen)
- Willy Ruys (wachtmeester van politie)
- Jan Verkoren (Finnegan)
- Johan te Slaa (Hegarty)

## Inhoud
Chris Hannigan heeft mest voor de tuin gekocht om groenten te telen. Haar man Jim en haar zoon Noel moeten de mest inspitten. Ze proberen met alle middelen dat werk te ontlopen. In de herberg hoort zijn buurman Gibbon over een goudroof. Hij deelt de politie anoniem mee, dat het goud in de tuin begraven is. Met deze truc geraakt de hele tuin omgespit…